# Lamborghini Jalpa
La Lamborghini Jalpa est une voiture de sport du constructeur automobile italien Lamborghini. Il s'agit d'une évolution stylistique de la Lamborghini Silhouette après l'échec de celle-ci. La Jalpa aura un succès limité.

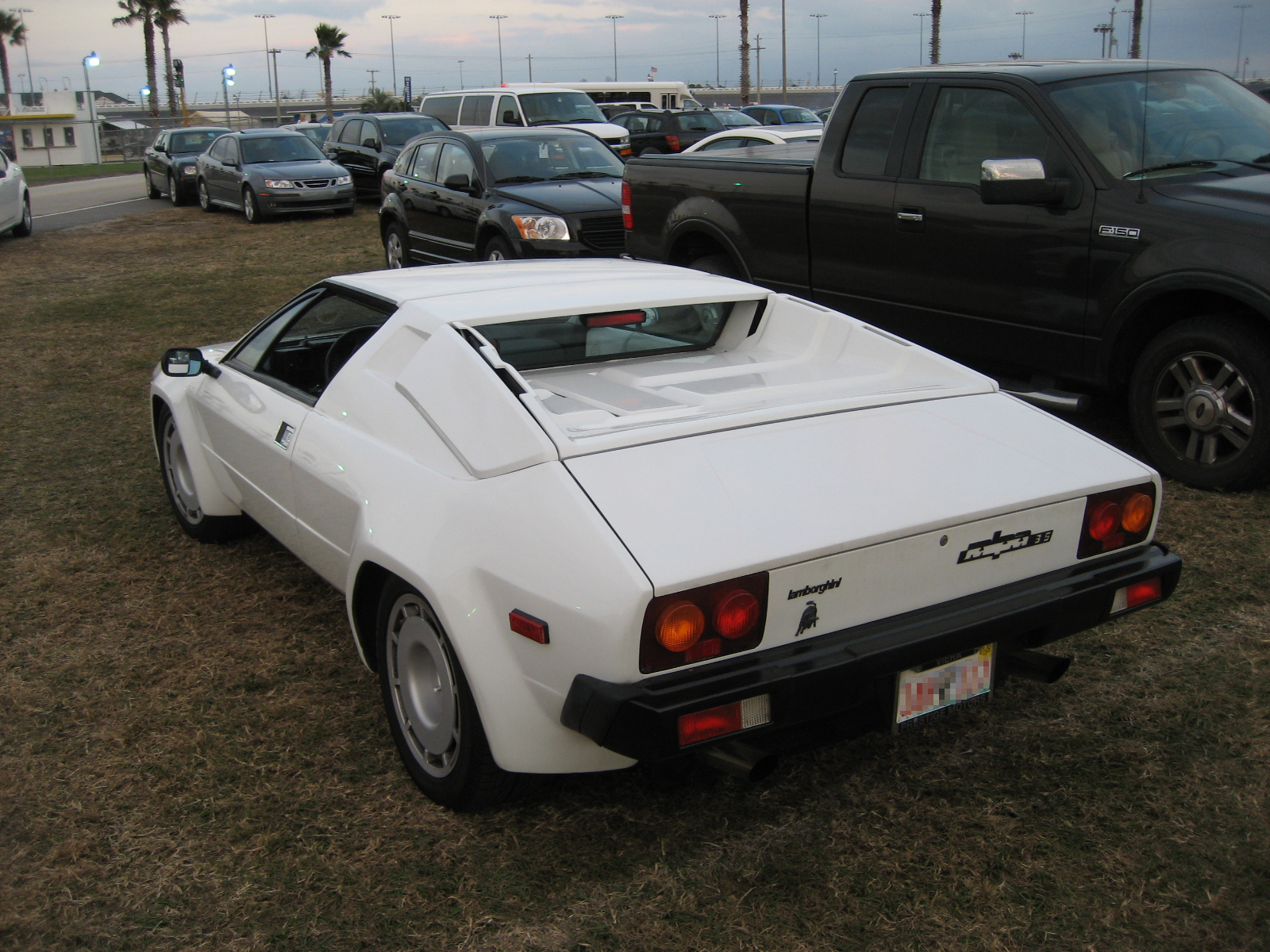
Vue arrière.